# Эль-Хаджам, Уалид
Уали́д Эль-Хаджа́м (араб. وليد الحجام‎; фр. Oualid El Hajjam; родился 19 февраля 1991, Шатору, Франция) — марокканский футболист, защитник клуба «Гавр» и сборной Марокко.

## Клубная карьера
Эль-Хаджам — воспитанник клуба «Ле-Ман», но из-за высокой конкуренции он выступал только за дублирующую команду. В 2012 году Уалид перешёл в «Амьен». 19 октября в матче против «Кевийи» он дебютировал в Лиге 3. 17 октября 2014 года в поединке против «Булони» Эль-Хаджам забил свой первый гол за «Амьен». В 2016 году Уалид помог клубу выйти в более высокий дивизион. 1 августа в матче против «Реймса» он дебютировал в Лиге 2. По итогам сезона Эль-Хаджам помог команде выйти в элиту. 5 августа в матче против «Пари Сен-Жермен» он дебютировал в Лиге 1.

## Международная карьера
27 марта 2018 года в товарищеском матче против сборной Узбекистана Бамму дебютировал за сборную Марокко.